# Tipula (Lunatipula) mecotrichia
Tipula (Lunatipula) mecotrichia is een tweevleugelige uit de familie langpootmuggen (Tipulidae). De soort komt voor in het Nearctisch gebied.